# La Trinidad, Huimanguillo
La Trinidad är en ort i Mexiko.   Den ligger i kommunen Huimanguillo och delstaten Tabasco, i den sydöstra delen av landet, 600 km öster om huvudstaden Mexico City. La Trinidad ligger 27 meter över havet och antalet invånare är 123.
Terrängen runt La Trinidad är mycket platt. Runt La Trinidad är det ganska glesbefolkat, med 45 invånare per kvadratkilometer. Närmaste större samhälle är Poblado C-33 20 de Noviembre, 16,2 km nordost om La Trinidad. Trakten runt La Trinidad består till största delen av jordbruksmark.